# ایستگاه راه‌آهن داربی
ایستگاه راه‌آهن داربی (انگلیسی: Derby railway station) یک ایستگاه راه‌آهن در داربی، انگلستان است.
این ایستگاه که در سال ۱۸۴۰ تأسیس شده جزئی از خط کراس کانتری است.

## نگارخانه

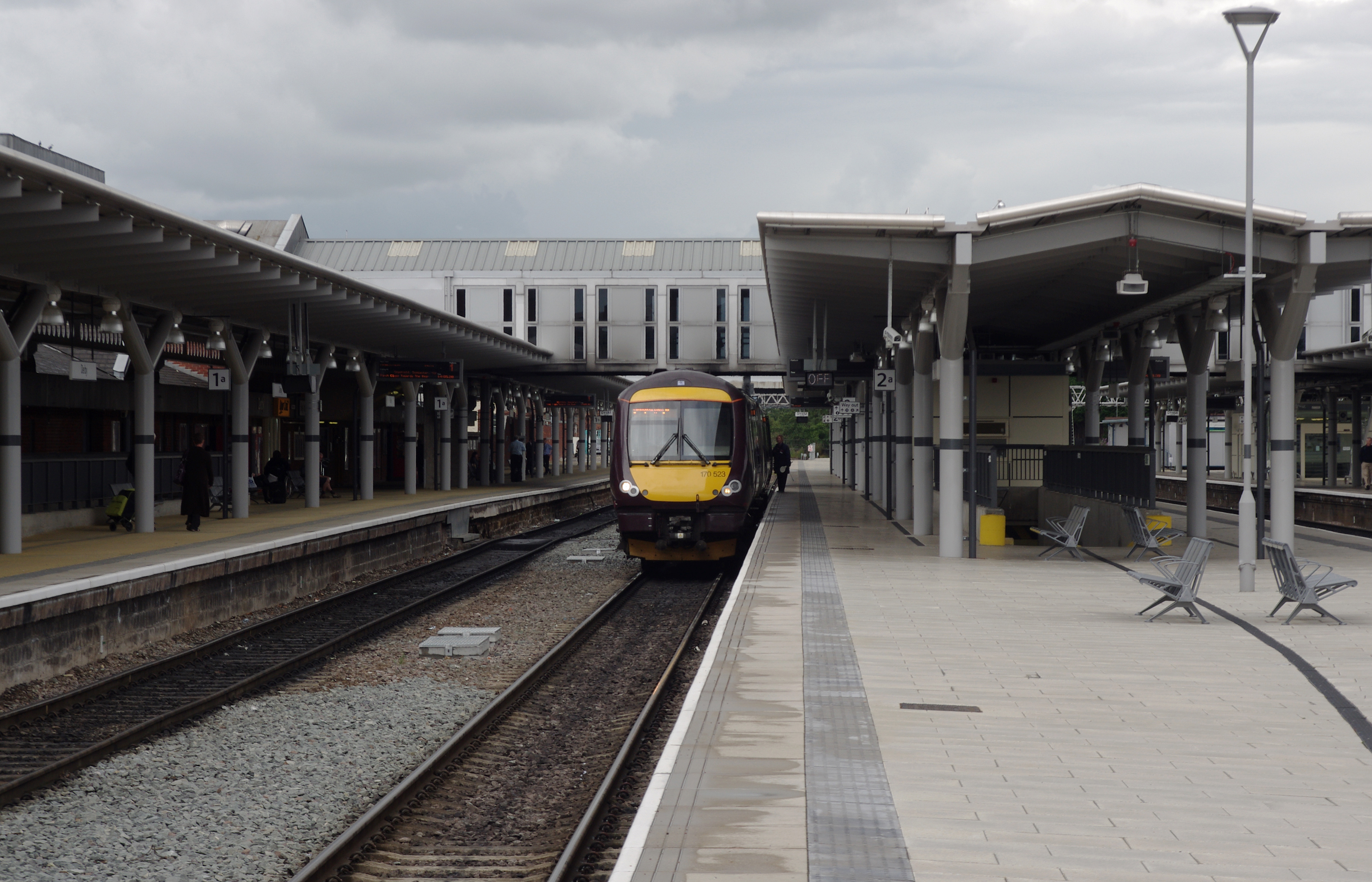
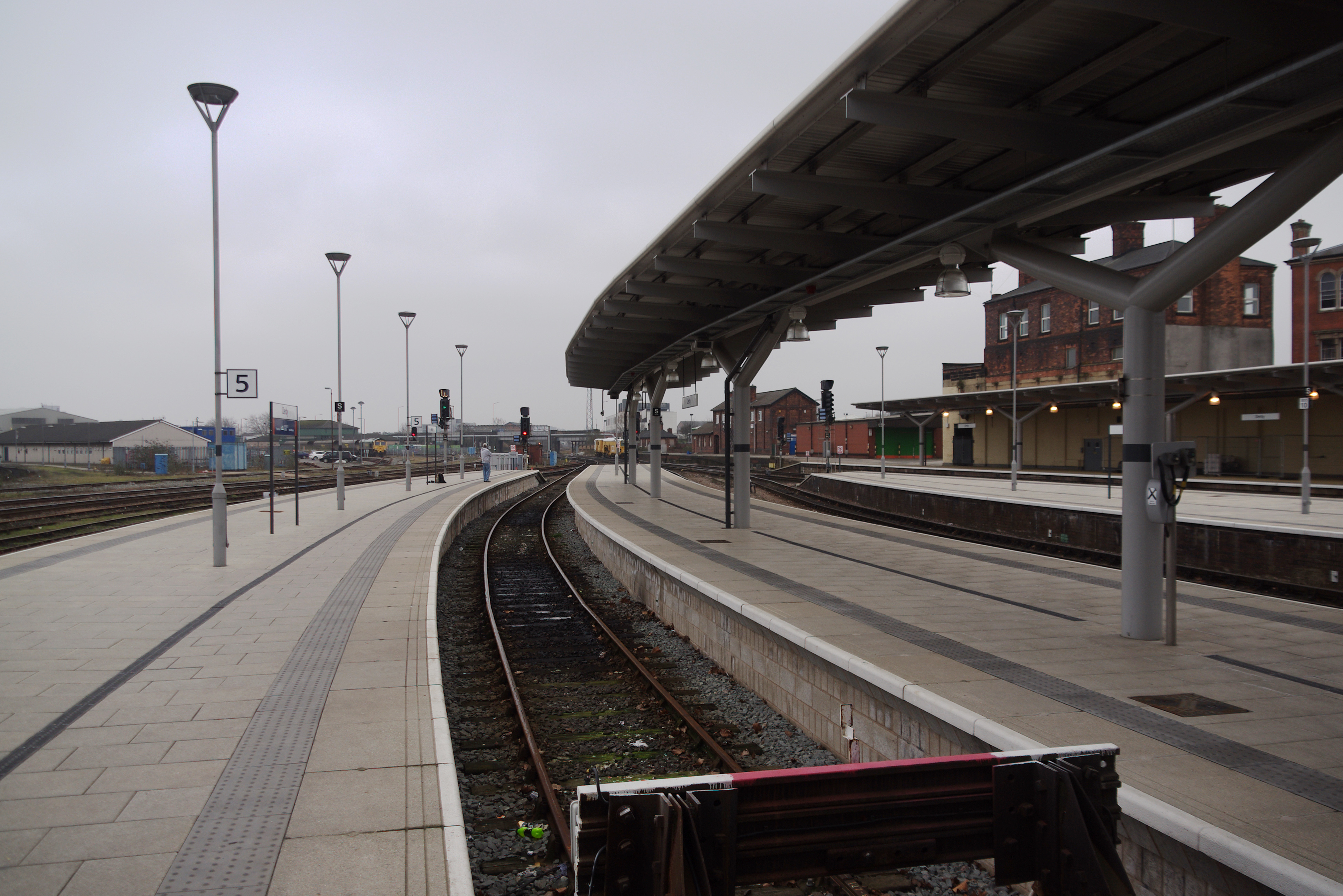
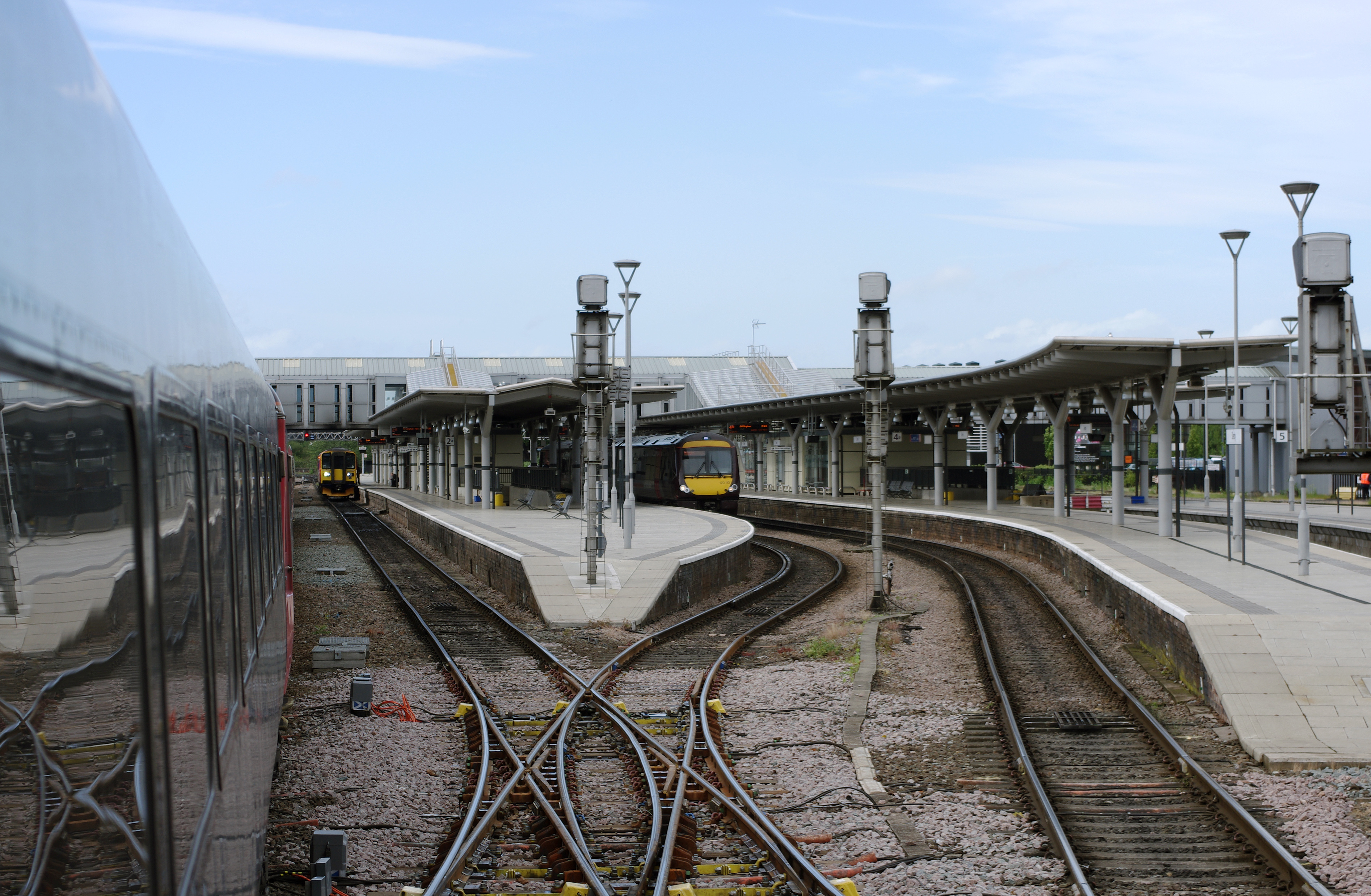
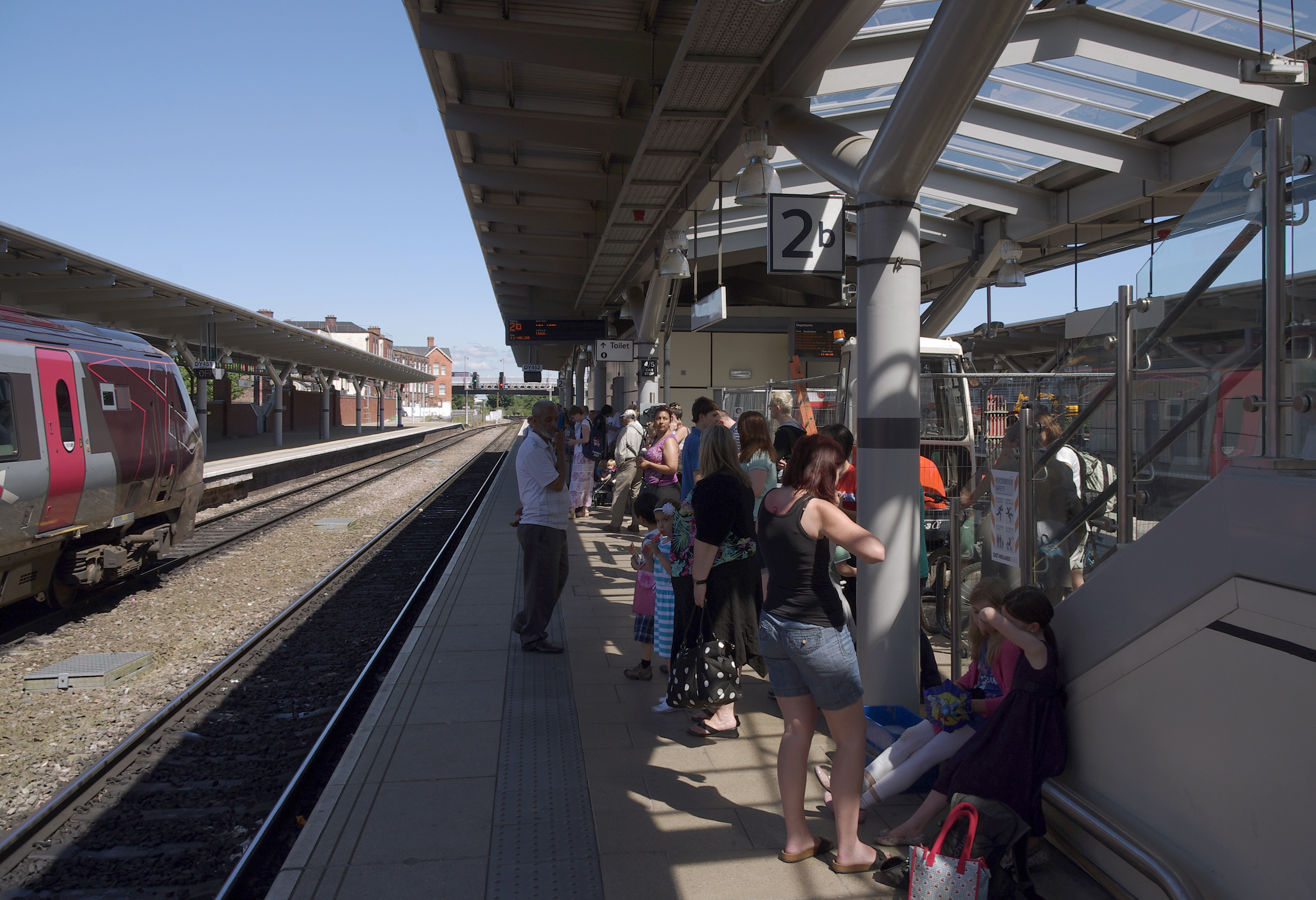
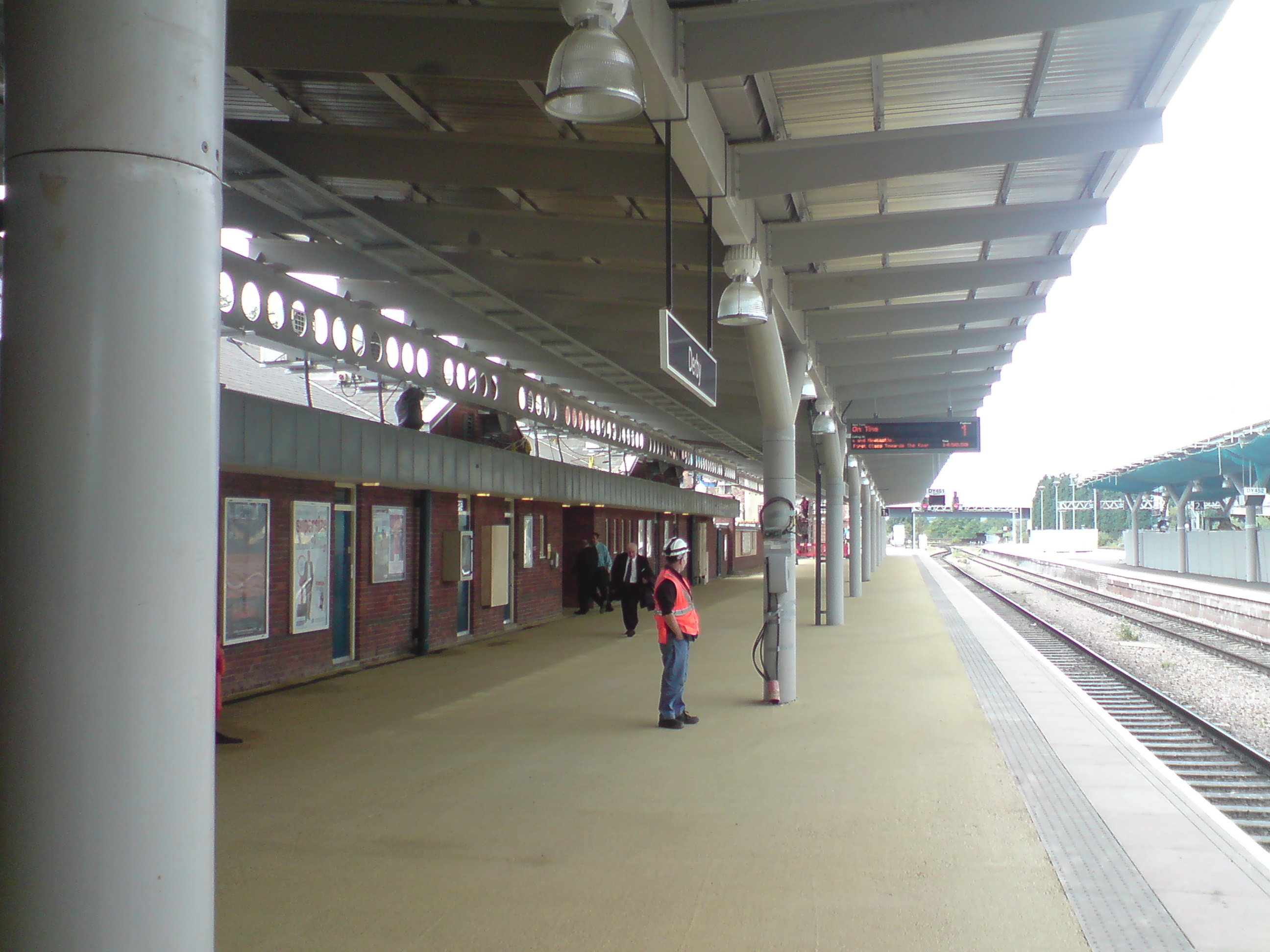
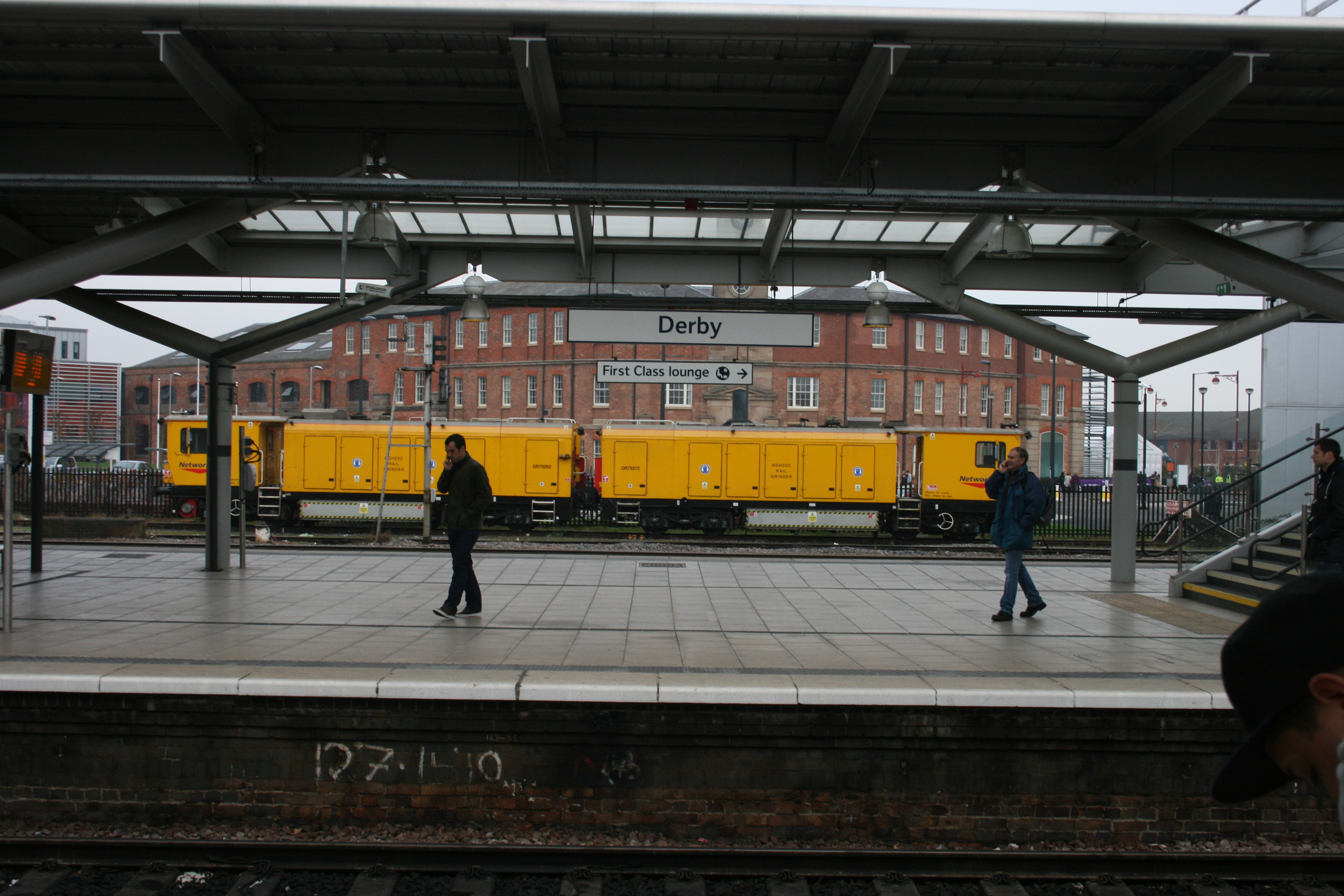
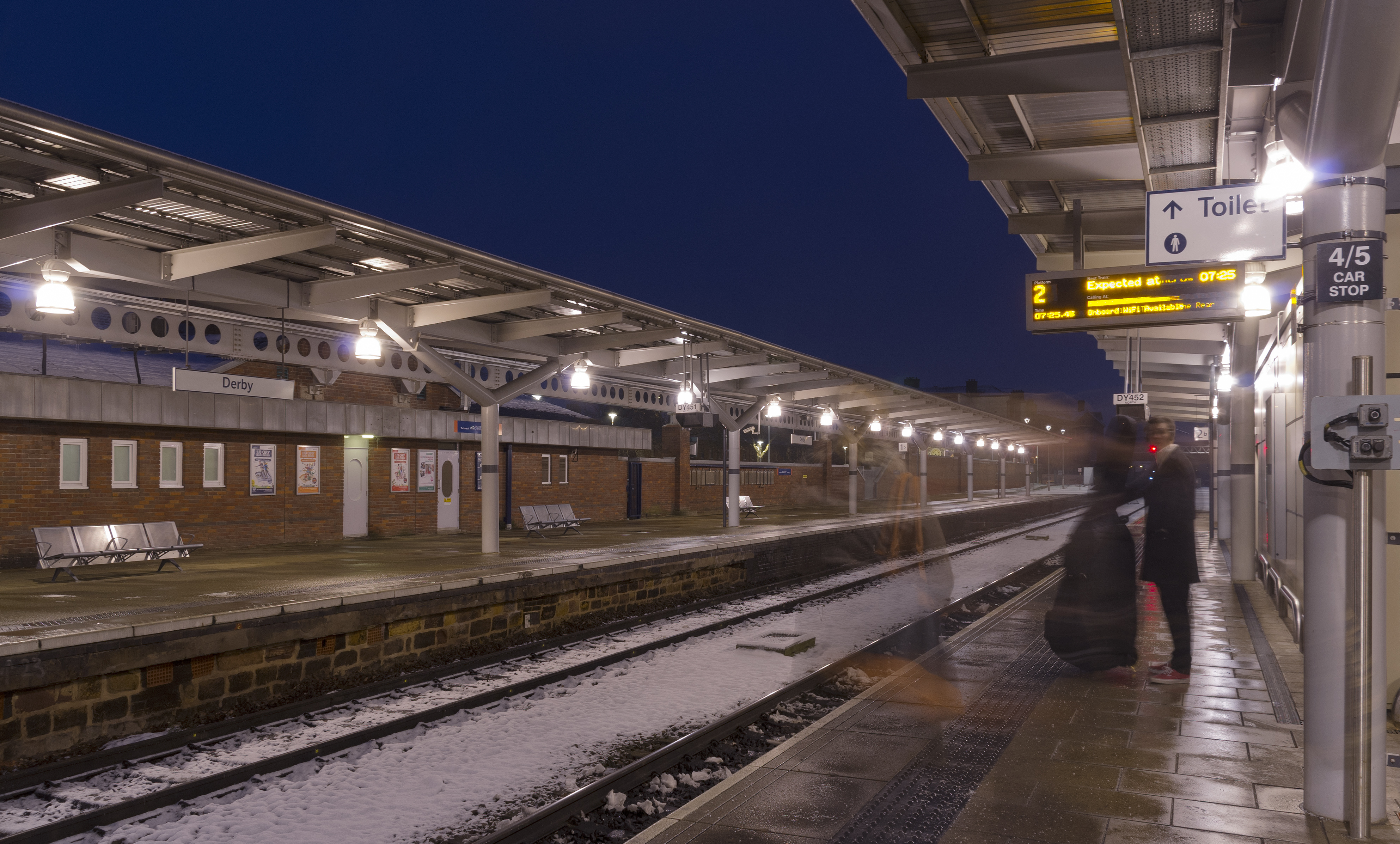